# 徳永睦子
徳永 睦子（とくなが むつこ） は、鹿児島県出身の料理研究家。
“食のコンサルティング・ファーム”有限会社フーディアムトクナガ代表。
(財)全日本料理学校協会特別師範。世界お茶フォーラム実行委員。（財）世界緑茶協会副会長。茶文化創造研究員

## 経歴
鹿児島MBC放送専属料理講師（1971年-1985年）
エフコープアップルファミリー(現クリム)（1985年-現在）
エフカタログ、よみうりクッキングファミリーの料理製作・監修。
KBC九州朝日放送料理番組を担当（1987年-1995年）
有限会社フーディアムトクナガ設立1990年12月
“食のコンサルティング・ファーム”としてのビジョンを掲げ、食育事業、商品開発コンサルティング、商品事業を開始
料理のレシピ開発や商品開発はクライアントの企業秘密に当たるため、主な実績の公表はない。
主だった講演活動は「お茶」に関するものが目立つ。国や県からの講師講演依頼も多い。

## 講師・講演
鹿児島県茶業会議所主催「お茶を食べる会」講演（1992年12月）
八女市黒木町茶業大会「お茶のある豊かな食卓」講演（1993年1月）
三重県主催「お茶料理セミナー」講師（1993年1月）
「全国茶サミット」パネリスト（2000年2月）
「世界お茶まつり」パネリスト（2000年3月）
白川茶農協連設立30周年記念 講演（2000年10月）
鹿児島県茶業振興大会(知覧町) 講演（2000年11月）
九州お茶まつり福岡大会シンポジウム パネリスト（2000年11月）
全国お茶祭り福岡大会基調講演など各地にて講演（2000年11月）

## 活動
福岡県購販連茶流通センター主催「茶農家婦人のつどい」八女茶倶楽部結成（1994年2月）
世界緑茶協会発足 副会長（2001年9月）
「世界お茶フォーラム」実行委員（2001年10月）
「世界お茶フォーラム」実行委員（2003年2月）
「第2回世界お茶まつり」実行委員（2004年11月）
「世界お茶まつり」実行委員（2007年11月）
黒木町町おこし特産品開発アドバイザー
福岡県商工会連合会求評会アドバイザー
福岡県商工会議所「飲食店ブランド化セミナー」講師
鞍手町商工会全国展開支援事業専門委員会　委員
世界お茶フォーラム実行委員
茶文化創造研究員
(財)世界緑茶協会副会長
福岡県ふるさと食材活用実行委員会委員
世界お茶まつり実行委員
福岡県農業振興推進機構食育講座「福岡県ブランド農産物料理教室」講師他
福岡県食育委員会メンバー

## 主な著作
『今日はおいしい記念日』
『とっておき料理集』
『CHACHACHA COOKING～お茶で美味しいクッキング』（有限会社フーディアムトクナガ：1992年）
『おいしいクスリ お茶』（保健同人社：1994年）
『New testes Green tea』(講談社インターナショナル株式会社：英語版/日本茶～新しい魅力と愉しみ方：2004年）
『いちご大好き！幸せレシピ』(株式会社素朴社：2007年）

## テレビ・ラジオ
FM福岡お茶の啓蒙活動番組『徳永睦子のCHAT BREAK』パーソナリティー（1996年10月～1997年9月）
NHK名古屋放送局「深夜特急便」お茶特集　出演（1999年4月）
KBC（9局ネット）「Qでん百科」(九州電力提供)／『お茶番組』出演（1999年5月）
NHK「暮らしQ&A」出演（2004年5月）
NHK「生活ほっとモーニングお茶のキッチンサイエンス」出演（2005年5月）